# 阿尔弗雷德·沃尔登
阿尔弗莱德·梅瑞尔·沃尔登（Alfred Merrill Worden，1932年2月7日—2020年3月18日）曾是一位美国国家航空航天局的宇航员，执行过阿波罗15号任务。

## 早年
1955年从西点军校毕业后，沃尔登被安排到空军服役，在得克萨斯州的穆尔空军基地（Moore Air Force Base）、拉雷多空军基地（Laredo Air Force Base）以及佛罗里达州的庭德尔空军基地（Tyndall Air Force Base）接受训练。在被分配到约翰逊太空中心之前，沃尔登在航太研究飞行员学校担任过教官。沃尔登有过超过四千小时的飞行纪录，其中两千五百小时是飞喷气式飞机。

## 宇航员生涯
沃尔登是美国国家航空航天局1966年4月挑选的十九名宇航员之一，他是阿波罗9号任务的支持团队成员，也是阿波罗12号的替补指令舱驾驶员。
1971年7月26日至8月7日期间，沃尔登与指令长大卫·斯科特（David Scott）和登月舱驾驶员詹姆斯·艾尔文（James Irwin）一道执行了阿波罗15号任务。这次任务是历史上第四次成功的登月任务，斯科特和艾尔文对月表的哈德利溪和亚平宁山脉进行了地质勘测。阿波罗15号的各项纪录包括：送入地球和月球轨道有效载荷最大；航天器首次携带科学仪器模块；最长的月表停留时间（“猎鹰号”登月舱在月表时间达到66小时54分钟）；最长的月表行走（斯科特和艾尔文在月球表面的活动时间都达到了18小时35分钟）；宇航员在月表的覆盖距离最长；首次使用月球车；首次使用月表导航设备；首次在月球轨道投放子卫星；首次在返回地球途中进行舱外活动。
沃尔登还被《吉尼斯世界纪录大全》收录为“最被孤立的人类”。独自留在月球轨道中的“奋进号”期间，沃尔登当时距离最近的人类成员（斯科特和艾尔文）2,235英里（约3,597千米）。
三次月表行走期间，斯科特和艾尔文在月球表面收集了111千克（171磅）的岩石标本；沃尔登也在返回地球途中进行了38分钟的舱外活动：他取回了奋进号外部的科学仪器模块（Scientific Instrument Module）中的纪录了月表地形情况的磁带，并对航天器的外部情况进行了检查。阿波罗15号降落在太平洋中，沃尔登在太空的停留时间为295小时11分钟。
1975年退役后，沃尔登在玛丽斯·沃尔登航太公司（Maris Worden Aerospace, Inc.）担任总裁，后来在俄亥俄州的BG古德里希航太公司（BG Goodrich Aerospace）担任副总裁。

## 其他
沃尔登的妻子是吉尔·李·沃尔登（Jill Lee Worden），两人育有三个孩子。沃尔登的业余爱好包括保龄球、水上滑行、高尔夫球以及短柄墙球。
在1998年的电视短剧《从地球到月球》中，沃尔登由迈克尔·雷诺（Michael Raynor）扮演。